# Flunisolid
Flunisolid (u prodaji kao: AeroBid, Nasalide, Nasarel) je kortikosteroid koji se često propisuje za tretman alergijskog rinitisa. Glavni mehanizam dejstva flunizolida je aktivacija glukokortikoidnih receptora. On takođe ima antiinflamatorno dejstvo.

## Spoljašnje veze
|  | Molimo Vas, obratite pažnju na važno upozorenje u vezi sa temama iz oblasti medicine (zdravlja). |